# Adolph Fagerlund
Carl Adolph Johan Fagerlund (i riksdagen kallad Fagerlund i Kalmar), född 5 april 1842 i Karlskrona, död 3 april 1903 i Kalmar, var en svensk ämbetsman och politiker.

## Biografi

### Karriär
Efter studier i Karlskrona och vid katedralskolan i Uppsala avlade Fagerlund mogenhetsexamen 1860. Han avlade hovrättsexamen 1865 i Uppsala och inskrevs samma år i Kunglig Majestäts kansli, Svea hovrätt, Kammarrätten och Stockholms rådstuvurätt, där han tjänstgjorde under ett års tid. Efter tingstjänstgöring i Norra och Södra Tjusts domsaga utnämndes Fagerlund år 1868 till vice häradshövding. Han tjänstgjorde 1868–1869 i verken i Stockholm och anställdes sistnämnda år som extra tjänsteman vid landskansliet i Värmlands län. Efter ytterligare tjänstgöring i Stockholm blev Fagerlund 1870 länsnotarie i Gävleborgs län. Han utnämndes till landssekreterare i Gävleborgs län 1883. År 1889 blev Fagerlund tillförordnad landshövding och 1896 ordinarie landshövding i Kalmar län. Fagerlund innehade flera förtroendeuppdrag inom det allmännas tjänst. Han var 1900–1903 ledamot för Kalmar stad i riksdagens andra kammare. Fagerlund blev riddare av Nordstjärneorden 1889, kommendör av första klassen av Nordstjärneorden 1893, kommendör med stora korset av Nordstjärneorden 1901 samt riddare av Carl XIII:s orden 1901.

### Frimurare
Adolf Fagerlund var en aktiv frimurare. Han invigdes i Svenska frimurarorden 22 februari 1869 i S:t Johanneslogen Sanctus Carolus i Karlstad. Han erhöll grad II 22 april och grad III 28 december 1869. Fagerlund erhöll IV-V graden 6 september 1870 och VI graden 24 november 1871 i S:t Andreaslogen August i Karlstad. Han befordrades till grad VII i mars 1874, till grad VIII 8 mars 1879, till grad IX 1885 samt till grad X 1889. Adolf Fagerlund tjänstgjorde 1872–1873 som IB i S:t Johanneslogen Polstjernan i Gävle samt var senare fram till 1889 även Förste deputerade mästare där. År 1890 blev han ordensmästare i S:t Johanneslogen Carl i Kalmar.

## Familj
Adolph Fagerlund var son till köpmannen i Karlskrona, sedermera bruksägaren i Södertälje, Johan Adolf Fagerlund och Jenny Emilia Vogt.
Han gifte sig 1872 i Jönköping med Amelie Anna Carolina Ekström, född 1848 i Stockholm och död där 1914. Hon var dotter till landshövdingen i Värmlands och senare Jönköpings län Carl Rudolf Ekström och Hildegard Boheman.
Söner:
- Carl Georg Valdemar Fagerlund. Född 1873 i Gävle. Major. Död 1934 i Sigtuna.
- Carl Robert Adolf Fagerlund. Född 1878 i Gävle. Länsassessor i Kalmar. Död 1959 i Kalmar.
- Carl Adolf Vogt Fagerlund. Född 1884 i Gävle. Direktör. Död 1965 i Djursholm.

Adolph Fagerlund ligger begraven i släkten Fagerlunds familjegrav på Södertälje Gamla kyrkogård, där gravsten finns.